# Покрајине Ирана
Иран се састоји од 31 покрајине:
| 1. Техеран 2. Ком 3. Маркази 4. Казвин 5. Гилан 6. Ардабил 7. Занџан 8. Источни Азербејџан 9. Западни Азербејџан 10. Курдистан 11. Хамадан 12. Керманшах 13. Илам 14. Лорестан 15. Хузестан | 1. Чахар Махал и Бактијари 2. Кохкилујех и Бујер Ахмад 3. Бушер 4. Фарс 5. Хормозган 6. Систан и Белуџистан 7. Керман 8. Јазд 9. Исфахан 10. Семнан 11. Мазандаран 12. Голестан 13. Северни Хорасан 14. Разави Хорасан 15. Јужни Хорасан 16. Алборз | Нумерисана мапа покрајина |

Покрајине се администрирају из локалног центра, обично највећег града. Управник покрајине је гувернер, кога поставља Министарство унутрашњих послова, а одобрава влада.
До 2004. године, Иран је имао 28 покрајина. Након донесеног закона, покрајина Корасан је подељена у три нове: Северни Корасан, Разави Корасан и Јужни Корасан.
Иранска острва нису приказана на мапи. Она припадају покрајини Хормозган (број 20 на мапи).